# Slaget vid Plassey
Slaget vid Plassey utkämpades den 23 juni 1757 i Bengalen mellan Brittiska Ostindiska Kompaniet och den inhemske härskaren, nawaben (subadaren) av Bengalen. Slaget slutade med brittisk seger och innebar att Ostindiska Kompaniet engagerade sig i att kontrollera indiska territorier.

## Slaget
Vid Plassey, nära Huglifloden, möttes den brittiske befälhavaren Robert Clive av nawaben i spetsen för 55 000 man med 53 kanoner. Clive hade med sig blott 3 300 man, varav 2 100 sepoyer (indiska soldater i brittisk tjänst) samt några få kanoner, men vann emellertid med hjälp av Mir Jafars förräderi en stor seger (23 juni), intog Murshidabad (29 juli) samt upphöjde Mir Jafar till subadar över Bengalen, Bihar och Orissa. Segern vid Plassey gjorde hela Bengalen engelsmännen underdånigt. 
Mir Jafar fick betala sin upphöjelse med ofantliga skänker till Clive och dennes förnämste officerare samt handelsförmåner åt kompaniet. Missnöjd med maktlösheten i sin nya ställning, inlät sig Mir Jafar omedelbart med holländarna i hemliga förhandlingar om ett gemensamt anfall på Clives trupper, men denne slog i grund en nederländsk invasionshär vid Chinsura (november 1757). Sedan det brittiska överväldet över Bengalen därmed var tryggat, återvände Clive till Storbritannien, dit han ankom hösten 1760.